# Рукавичка

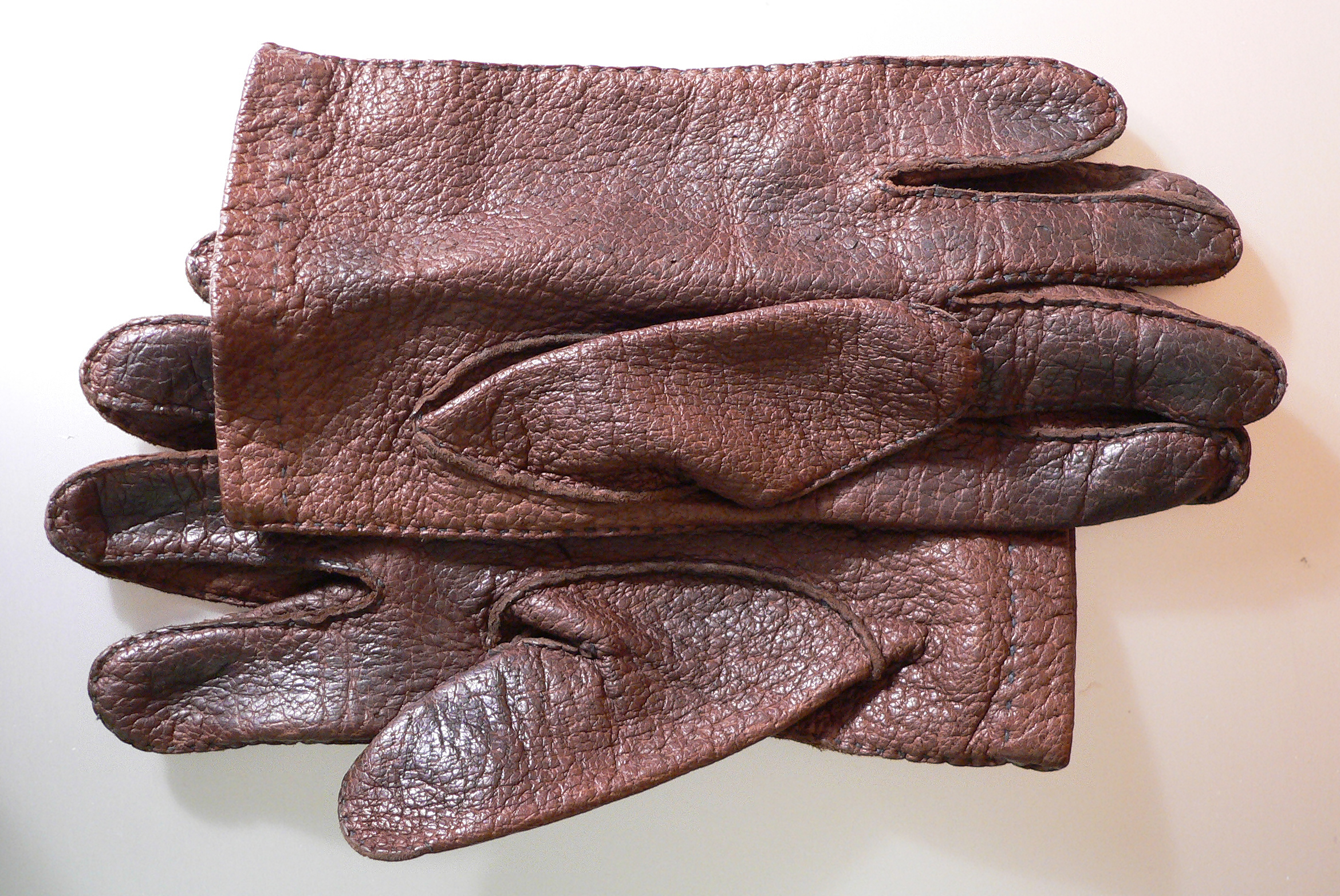
Шкіряні рукавички

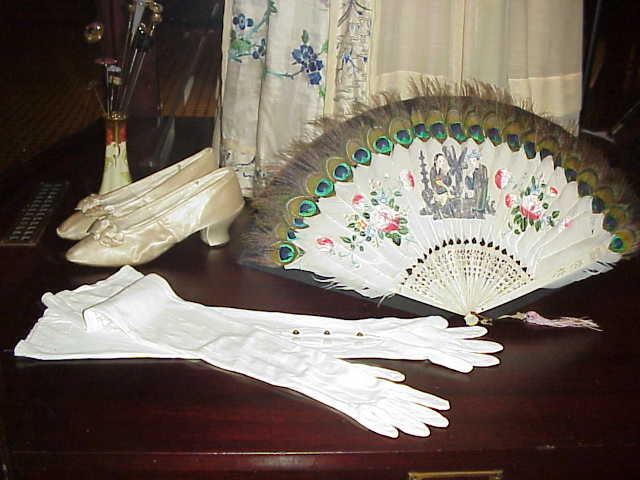
Жіночі довгі вечірні рукавички

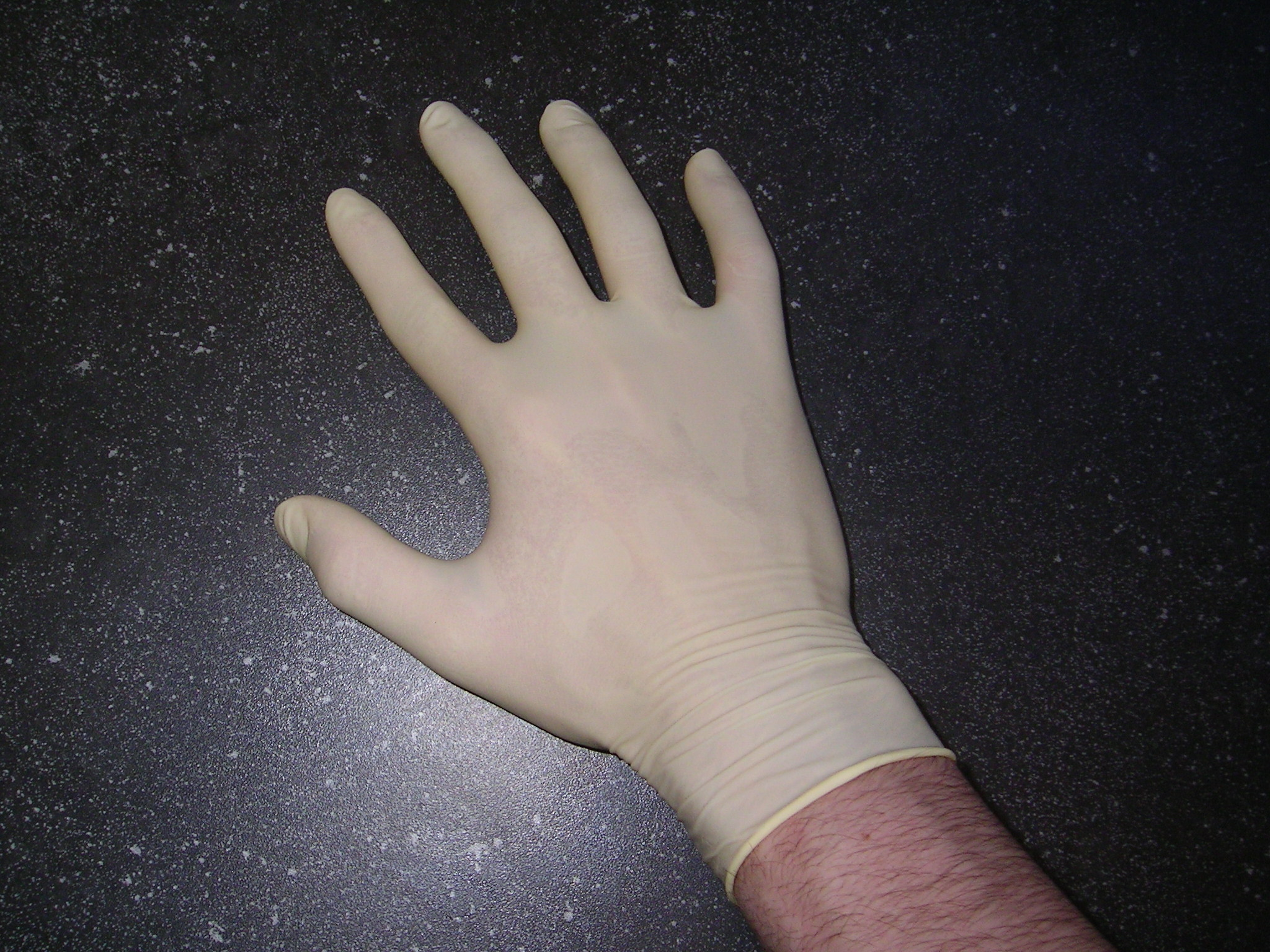
Гумова рукавичка (хірургічна)

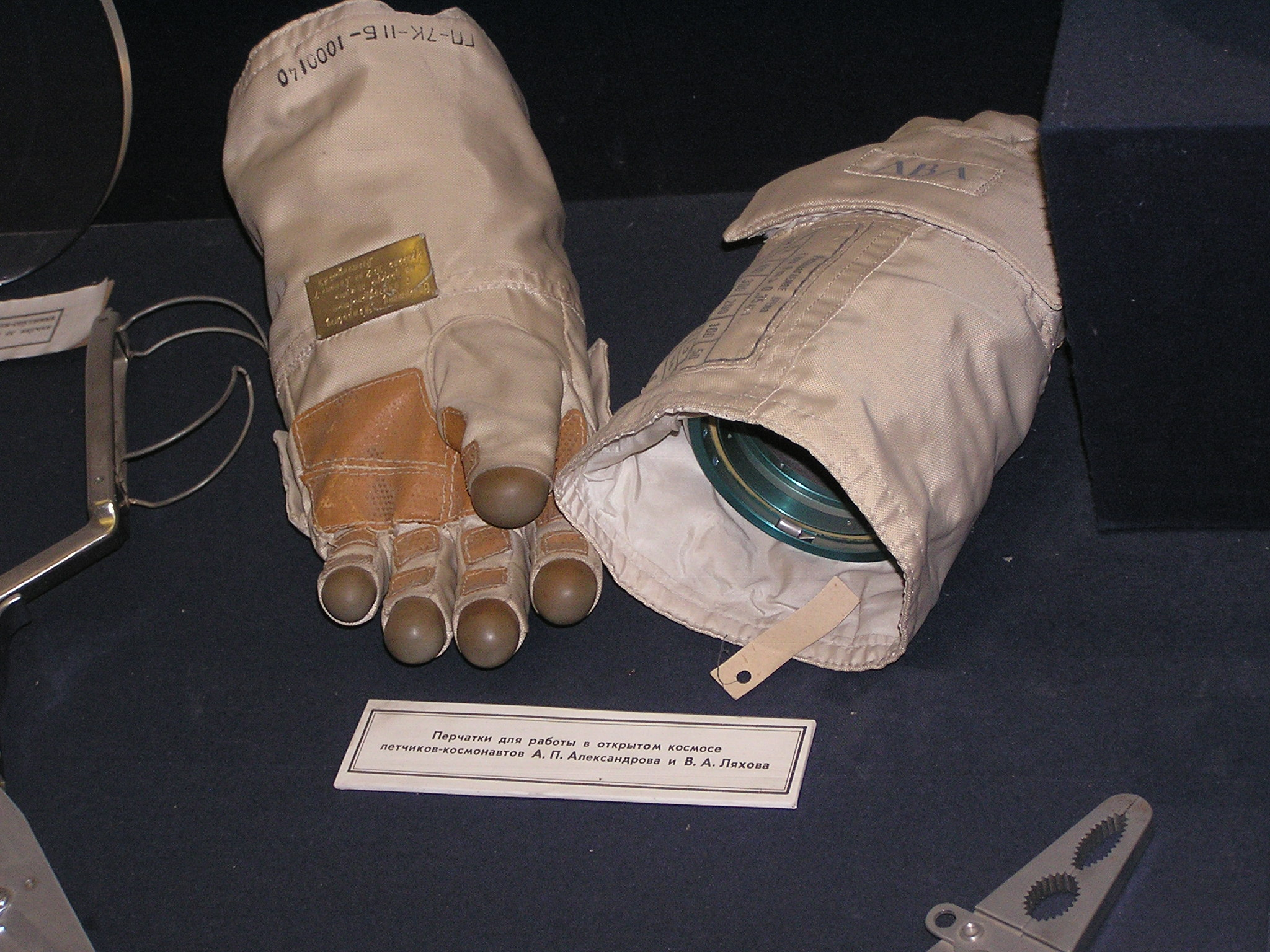
Для роботи у відкритому космосі.

Рукави́чка, діал. пальча́тка — вид одягу для рук, на відміну від рукавиць — з відділеннями для кожного пальця. Виготовляються з шкіри, гуми, тканини.
Слово «рукавичка» також вживають як зменшено-пестливе до «рукавиця».

## Історія
Рукавички існували ще в Давньому Єгипті, де вони були символом високого чину. Найдревніші рукавички були виявлені археологами в гробниці єгипетського фараона Тутанхамона. Спочатку їх робили без чохлів для пальців, і вони використовувалися для захисту рук під час їжі, а також при стрільбі з лука.
Роль рукавичок була також символічна, вони виконували певну соціальну функцію. У Середньовіччі рукавички, разом з аметистовим перснем і патерицею вручали людині, призначеній на посаду єпископа, як знак його влади. Пані дарували кавалерам рукавички на знак кохання; такий дарунок було прийнято прикріплювати до головного убору, воякам вручали рукавички при посвяченні в лицарі. Загальновідомо, що рукавички використовували для виклику на поєдинок (дуель) — досі вираз «кинути кому-небудь рукавичку» існує в багатьох європейських мовах. У той же час вітатися з ким-небудь, не знявши рукавички, вважалося непристойним. У церкві теж належало знімати рукавички (таке правило зберігається в католицьких храмах і зараз). У XII столітті спочатку в Італії, а потім у Франції виникли цехи ремісників-рукавичників, чиє ремесло стало вельми почесним, а рукавички — предметом розкоші. У XVI столітті рукавичка подовжується до ліктя, і вперше в 1566 році в таких рукавичках з'являється англійська королева Єлизавета I на прийомі в Оксфорді.

## Різновиди рукавичок

### Вечірні рукавички
Довгі вечірні рукавички — жіночі рукавички для офіційного і напівофіційного носіння. Випускаються у трьох розмірах: до зап'ястка, до ліктя, до біцепса («оперні»). Довгі білі рукавички є загальним аксесуаром для дівчат-підлітків під час відвідування офіційних заходів. Деякі жінки носять рукавички як частину вбрання.

### Хірургічні рукавички
Хірургічні рукавички (стерильні медичні рукавички) — медичний виріб з тонкого матеріалу (гуми, латексу або нітрилу). Їх основною метою є запобігання потраплянню інфекційних збудників у хірургічну рану чи організм пацієнта під час виконання операцій. Нестерильні медичні рукавички носять під час миття чи прибирання, щоб захистити руки від миючих засобів, антисептиків, і вони дозволяють використовувати гарячішу воду. Медичні рукавички рекомендують як засіб захищеного сексу при сексуальних практиках із застосуванням рук (вагінальний, анальний фінгеринг, фістинг).

### Спортивні рукавички
- Боксерські рукавички, вид спортивного спорядження у боксі. Рукавички захищають руки спортсмена та супротивника під час тренувань, чи у бою.
- Також особливі види рукавичок використовують у бейсболі, бобслеї, керлінзі, хокеї, скелетоні, футболі (воротарські рукавички) та багато інших.

### Вачеги
Спеціальні рукавиці для захисту шкіри рук від впливу надвисоких температур (використовують на виробництві у гарячих цехах). Виготовляють з багатошарового брезенту чи спеціально обробленої шкіри тварин.

## Мовні звороти
- «Майстер шкіряної рукавички» — боксер[1].
- Кидати рукавичку — викликати на дуель, поєдинок[1].
- Підняти рукавичку — прийняти виклик на дуель[1].
- Міняти, як рукавички — міняти часто, легковажно, нерозсудливо[1].